# Vengerovo
Vengerovo (oroszul: Венгерово) falu Oroszország ázsiai részén, a Novoszibirszki területen; a Vengerovói járás székhelye.
Népessége: 7035 fő (a 2010. évi népszámláláskor).

## Elhelyezkedése
Novoszibirszktől 450 km-re északnyugatra, a Tartasz (az Om mellékfolyója) partján helyezkedik el, a Transzszibériai vasútvonal Csani állomásától 45 km-re északra.

## Története
1753-ban öt család ideköltöztetésével keletkezett. Először (1788-ban) Golopupovo néven említik, majd a 19. században (1820-ban vagy 1859-ben) felépült templomáról Szpasszkoje-nak, 1933-ban pedig egy falubeli, M. T. Vengerov nevű partizánról nevezték el. 